# Сантакроче, Антонио
Антонио Сантакроче (итал. Antonio Santacroce; 1 августа 1599, Рим, Папская область — 25 ноября 1641, там же) — итальянский куриальный кардинал и папский дипломат. Титулярный архиепископ Селевкии Исаврийский с 1 марта 1627 по 19 ноября 1629. Апостольский нунций в Польше с 16 апреля 1627 по 15 июня 1630. Архиепископ Кьети с 10 марта 1631 по 9 июня 1636. Апостольский легат в Болонье с 24 июня 1631 по 15 мая 1635. Архиепископ Урбино с 9 июня 1636 по 1 января 1639. Кардинал-священник с 19 ноября 1629, с титулом церкви Санти-Нерео-эд-Акиллео с 12 августа 1630 по 25 ноября 1641.